# Karlo X., kralj Francuske
Karlo X. (Versailles, 9. listopada 1757. – Nova Gorica, Slovenija, 6. studenog 1836.), kralj Francuske od 1824. – 1830. godine
Poslije smrti braće Luja XVI. i Luja XVIII. bez muških potomaka Karlo X. je postao kralj Francuske 1824. godine.
On je bio izabran još u trenutku izbijanja Francuske revolucije 1789. godine od Luja XVI. kao njegov nasljednik pa je povodom toga dobio naređenje da odmah po izbijanju revolucije napusti državu kako bi osigurao budućnost dinastiji.
Već više od dvije stotina godina postoji opravdano ili ne, mišljenje da je Karlo X. odgovoran za izbijanje revolucije 1789. godine svojim ultra konzervativnim stajalištem o potrebi apsolutne vlasti kralja i zadržavanja privilegija Crkve i feudalaca. S takvim svojim stajalištima i stalnim slobodnim pristupom Luju XVI. on je na njega vršio pritisak da ne popusti "ljudskom otpadu" koji nema pravo na glasovanje ili odluke o državnim poslovima. 
Kao i Luj XVIII. doba revolucije Karlo X. provodi u Rusiji i Engleskoj živeći na milostinji tamošnjih vladara. Stupanjem njegovog brata na kraljevsko prijestolje 1814. godine, ništa se nije promijenilo u životu budućeg monarha zbog potpunog političkog neslaganja među braćom. 
Drastična promjena u životu budućeg kralja nastupa ubojstvom njegovog drugog sina Karla 13. veljače 1820. godine. Kako je on bio jedini član dinastije koji je još uvijek ispunjavao svoje bračne dužnosti, atentat na njega se smatrao atentatom na budućnost dinastije. Posljedica toga je bila da su već prije strogo elitistička gledišta budućeg kralja, postala još ekstremnija.
Po stupanju na dužnost kralja 1824. godine Karlo X. nasljeđuje konzervativnu, ali osjetljivu vladu svog prethodnika. Ona će trajati do kraja 1827. kada gubi izbore. Tada kralj daruje mandat u ruke novoj strogo centrističkoj vladi čiji pad 1829. izaziva političku histeriju kod Karla X. kojemu dosađuje parlamentarni pokus. Postavljanjem nove ultra konzervativne vlade 8. kolovoza 1829. godine on svima daje na znanje svoju želju za ukidanje parlamenta. 
Odluka o donošenju srpanjskih odredbi 1830. godine kojima se ukida pravo glasa za veliku većinu stanovnika Francuske rezultira srpanjskom revolucijom. Tijekom "tri slavna dana" lokalne trupe koje su podržavale kralja u Parizu nisu uspjele ostvariti pobjedu, što označava njihov poraz. Kako se vojska nije htjela uplesti u gušenje nemira Karlu X. je preostalo samo da se osobno suoči s revolucionarima. Njihov je ultimatum kralju bio abdikacija ili parlamentarna monarhija. Karlo X. je odabrao abdikaciju u korist svog sina Luja XIX., kralja od dvadeset minuta.
Francuska je pod rukovodstvom ovog kralja učestvovala u pobjedničkom ratu za Grčku nezavisnost. Grob Karla X. koji umire u izbjeglištu nalazi se na teritoriju Slovenije u mjestu Nova Gorica. 

## Poveznice
- Popis francuskih vladara